# Leineaue zwischen Ruthe und Koldingen
Die Leineaue zwischen Ruthe und Koldingen ist ein Naturschutzgebiet in der niedersächsischen Stadt Sarstedt im Landkreis Hildesheim.

## Allgemeines
Das Naturschutzgebiet mit dem Kennzeichen NSG HA 203 wurde zum 25. Oktober 2001 ausgewiesen. Das zum 28. März 1985 ausgewiesene, ehemalige Naturschutzgebiet „Kiesteich Ruther Marsch“ ging im Naturschutzgebiet „Leineaue zwischen Ruthe und Koldingen“ auf. Ein Großteil des Naturschutzgebietes war seit 2004 Bestandteil des FFH-Gebietes „Leineaue zwischen Hannover und Ruthe“. Nach Norden und Westen grenzte es streckenweise an das Landschaftsschutzgebiet „Obere Leine“. Über dieses war es mit dem sich nach Norden anschließenden Naturschutzgebiet „Alte Leine“ vernetzt.
Zum 29. April 2021 wurde der innerhalb des FFH-Gebietes „Leineaue zwischen Hannover und Ruthe“ liegende Teil des Naturschutzgebietes aus diesem herausgelöst und durch eine neue Naturschutzverordnung als Naturschutzgebiet „Leineaue zwischen Hannover und Ruthe“ ausgewiesen, in dem auch das ehemalige Naturschutzgebiet „Alte Leine“ und Teile des Landschaftsschutzgebietes „Obere Leine“ aufgingen. Vor der Herauslösung der zu dem FFH-Gebiet gehörenden Flächen war das Naturschutzgebiet circa 529 Hektar groß und erstreckte sich auch über in der Stadt Laatzen und der Kleinstadt Pattensen in der Region Hannover liegende Flächen. Von dem ursprünglichen Naturschutzgebiet entfielen 274 Hektar auf die Region Hannover und 255 Hektar auf den Landkreis Hildesheim.
Zuständige untere Naturschutzbehörde ist der Landkreis Hildesheim.

## Beschreibung
Das Naturschutzgebiet liegt nordwestlich von Sarstedt. Es stellt einen Ausschnitt der Leineaue unter Schutz. Die Leine fließt westlich des Naturschutzgebietes. Vor der Aufteilung des Naturschutzgebietes durchfloss sie das Naturschutzgebiet im Westen. Der mäandrierende Fluss verläuft naturnah mit Prall- und Gleithängen. Der Niederungsbereich im Westen ist überwiegend durch landwirtschaftliche Nutzflächen (Acker und Grünland) sowie die mit Gehölzen bestandene Leinerandterrassen geprägt. Östlich der Leine befinden sich umfangreiche Kiesabbaugewässer, die größtenteils im Naturschutzgebiet „Leineaue zwischen Hannover und Ruthe“ aufgingen. Der Kiesabbau wurde hier Ende 2002 eingestellt. Die Bereiche zwischen den Seen sind vielfach Brachen und Ruderalflächen mit Kies-, Sand- und Geröllflächen.
Das Naturschutzgebiet ist in Verbindung mit dem Naturschutzgebiet „Leineaue zwischen Hannover und Ruthe“ Lebensraum für zahlreiche Vogelarten – über 240 wurden als Gast- bzw. Brutvögel nachgewiesen, davon über 60 Wasser- und Watvogelarten. 75 Vogelarten kommen regelmäßig als Brutvögel vor. Neben Vögeln bieten Leineaue und Seen auch dem Biber als Schlüsselart sowie vielen Insekten, Amphibien und Fledermäusen als auch Pflanzen einen Lebensraum.
Das Schutzgebiet dient neben dem Naturschutz auch der Naherholung. Ein Konzept zur Besucherlenkung koordiniert beide Funktionen des Gebietes und hält Störungen gering.